# Wapen van Wehl

Het wapen van Wehl toont het wapen van de voormalige gemeente Wehl, bestaande uit het familiewapen van de familie Von der Goltz vermeerderd met Franse lelies. De omschrijving luidt:
"In azuur een keper van goud, vergezeld van drie leliën van hetzelfde."

## Geschiedenis
Het wapen werd al meer dan honderd jaar gevoerd in Wehl. Echter het wapen was nooit geregistreerd geweest bij de Hoge Raad van Adel omdat het gebied pas in 1816 bij het Koninkrijk der Nederlanden werd gevoegd. Het wapen kreeg wel een kleine wijziging, de zilveren lelies moesten in goud worden uitgevoerd. De Hoge Raad wist dat het Franse lelies moesten zijn en dat om die reden het wapen ook gelijk aan de Franse kleuren moest zijn.
Het wapen zelf is afkomstig van de familie Von der Goltz, dat oorspronkelijk alleen een zilveren keper op een rood veld bezat, maar werd vermeerderd met drie gouden lelies, tevens een kleurwijziging van het veld naar blauw, toen een van de leden uit de familie Goltz zich verdienstelijk had gemaakt bij Lodewijk XIV van Frankrijk. Ieder familielid mocht het wapen in de nieuwe kleuren wijzigen, vanzelfsprekend deed niet iedereen dat. In 1710 nam de Franse koning een ongewoon besluit, hij schreef de familie Goltz een brief met de mededeling dat het hem een groot genoegen zou doen wanneer ze het vermeerderde wapen in de toekomst zouden gaan voeren. Ook de voorvader van W.B. von der Goltz ging het nieuwe wapen voeren. De erfdochter van Wehl, C.J. Steengracht, trouwde in 1767 met W.B. von der Goltz, die toen dienstdeed in het staatse leger. Hetgeen verklaard hoe het wapen uiteindelijk in Wehl is beland. Het wapen werd bij Koninklijk Besluit verleend op 20 november 1916.

## Verwante wapens

Het oerwapen van Von der Goltz
Van der Goltz (links) met de Franse aanpassing

Aalst · 
Ammerzoden · 
Angerlo · 
Appeltern · 
Batenburg · 
Beesd · 
Beltrum · 
Bemmel · 
Bergharen · 
Bergh · 
Beusichem · 
Borculo · 
Brakel · 
Buurmalsen · 
Deil · 
Didam · 
Dinxperlo · 
Dodewaard ·
Doornspijk ·
Dreumel ·
Driel ·
Echteld ·
Eibergen ·
Elst ·
Est en Opijnen ·
Everdingen ·
Ewijk ·
Gameren ·
Geesteren · 
Geldermalsen · 
Gendringen · 
Gendt ·
Groenlo ·
Groesbeek ·  
Haaften ·
Hedel ·
's-Heerenberg ·
Heerewaarden ·
Hemmen ·
Hengelo ·
Herwen en Aerdt ·
Herwijnen ·
Heteren ·
Heukelum ·
Hoevelaken ·
Horssen ·
Huissen ·
Hummelo en Keppel ·
Hurwenen  ·
Kerkwijk ·
Keppel ·
Kesteren ·
Laren · 
Lichtenvoorde ·
Lienden ·
Lingewaal · 
Maurik ·
Millingen aan de Rijn ·
Nederhemert ·
Neede ·
Neerijnen ·
Netterden ·
Niftrik ·
Nijbroek ·
Ophemert ·
Overasselt ·
Pannerden ·
Poederoijen · 
Renkum ·
Rijnwaarden ·
Rossum ·
Ruurlo ·
Steenderen ·
Terborg ·
Twello ·
Ubbergen ·
Valburg ·
Varik ·
Vorden ·
Vuren ·
Waardenburg ·
Wadenoijen ·
Wamel ·
Wehl ·   
Warnsveld ·
Wisch ·
Zeddam ·
Zelhem ·
Zoelen ·
Zuilichem 

Dorps-, heerlijkheids- en stadswapens: 

Acquoy 
· Baak 
· Barlham 
· Bredevoort 
· Doreweerd 
· Elden
· Enspijk 
· Gellicum 
· Groessen 
· Hakfort 
· Hellouw 
· IJzendoorn 
· Kell  
· Lede en Oudewaard 
· Lichtenberg 
· Loil 
· Maasbommel 
· Meijnerswijk 
· Meteren 
· Middagten 
· Rhenoy 
. Rumpt
· Tricht 
· Verwolde 
· Wildenborch